# 褐泽

褐泽区在赫尔辛基地图上的位置

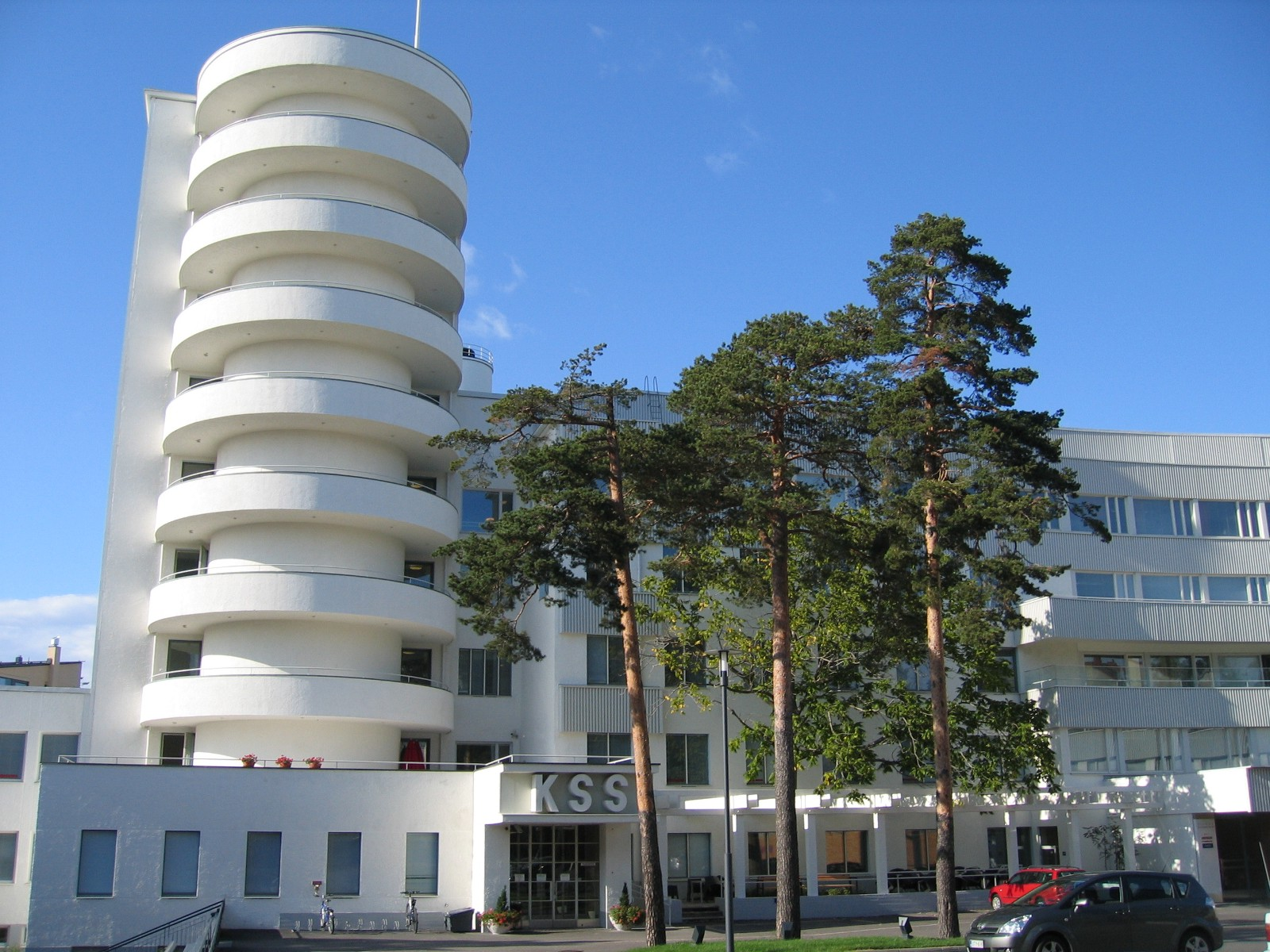
蒂尔卡医院

褐泽（芬蘭語：Ruskeasuo）是芬兰首都赫尔辛基城区西北部的一个市区，位于曼纳海姆路两侧。褐泽区的居民数量约为6900人（2008年1月1日），工作岗位约6100个（2005年12月31日）。
褐泽区的南边为拉克索区和美湾区，西边和南哈加交界处为小霍帕湾及流入该海湾的哈加溪。东边为赫爾辛基中央公園，公园的另一侧为西帕西拉。
褐泽区又细分为两个小区：曼纳海姆路东边为旧褐泽，及路西边的小霍帕湾。但小霍帕湾的一些地方归属于美湾区和哈加区。

## 名称
褐泽区的瑞典语名字的前半部为方言词，相当于现今瑞典语单词和古瑞典语单词（意为：火、火耕、慢火、烧荒后用于耕种的沼泽）。最初该名字是指小霍帕湾村里的一块沼泽。当此地在1890年起城镇化后，方言词成为该地的瑞典语名，芬兰语名误译为（意为“褐色的沼泽”）。当该地在1926年从赫尔辛基乡镇划分至赫尔辛基市时，现今的名字形式提名为正式的芬兰语名，并在1928年得到确认。